# Ramón Morales
Ramón Morales Higuera (La Piedad, 10 oktober 1975) is een voormalig profvoetballer uit Mexico. Sinds 2010 speelde hij als middenvelder bij Tecos de Guadalajara. Morales heeft als bijnamen Ramoncito en El Moncho.

## Clubcarrière
Morales speelde van 1995 tot 1999 bij CF Monterrey. In 1999 maakte hij de overstap naar Chivas de Guadalajara. Na het vertrek van doelman Oswaldo Sánchez in 2007, werd de middenvelder aanvoerder. Morales won met de Chivas in 2006 de Apertura, de eerste seizoenshelft van de Primera División de México en hij was in 2007 verliezend finalist in de CONCACAF Champions Cup. In 2010 vertrok hij naar stadsgenoot Tecos de Guadalajara.

## Interlandcarrière
Morales debuteerde als Mexicaans international op 12 juli 2001 tegen Brazilië. De middenvelder nam deel aan het Wereldkampioenschap 2002, het Wereldkampioenschap 2006, de Confederations Cup 2005, de Copa América 2004 en de Copa América 2007. Op de beide Copa América's toonde Morales zich een vrijetrappenspecialist door tegen grootmachten Argentinië (1-0; 2004) en Brazilië (2-0; 2007) te scoren.